# Piłka ręczna na Letnich Igrzyskach Olimpijskich 2016 – turniej mężczyzn
Turniej olimpijski w piłce ręcznej mężczyzn podczas XXXI Letnich Igrzysk Olimpijskich w Rio de Janeiro odbył się w dniach od 7 do 21 sierpnia 2016 roku. Do rywalizacji przystąpiło dwanaście drużyn, a tytułu mistrzowskiego broniła reprezentacja Francji.
W finale Duńczycy pokonali obrońców tytułu, a w meczu o brąz Polacy ulegli Niemcom. Pozostałe zespoły zostały sklasyfikowane według wyników osiągniętych we wcześniejszych fazach.
Po zakończonym turnieju IHF opublikowała statystyki indywidualne i drużynowe.

## System rozgrywek
Dwanaście uczestniczących reprezentacji zostało podzielonych na dwie sześciozespołowe grupy rywalizujące w pierwszej fazie systemem kołowym, a cztery najlepsze zespoły z każdej grupy uzyskały awans do ćwierćfinałów. Harmonogram meczów został opublikowany 20 maja 2016 roku.

## Uczestnicy
| Kwalifikacja                        | Data                        | Gospodarz | Miejsca | Zakwalifikowani  |
| ----------------------------------- | --------------------------- | --------- | ------- | ---------------- |
| Gospodarz                           | –                           | –         | 1       | Brazylia         |
| Mistrzostwa świata                  | 15 stycznia – 1 lutego 2015 | Katar     | 1       | Francja          |
| Igrzyska panamerykańskie            | 10–26 lipca 2015            | Kanada    | 1       | Argentyna        |
| Azjatycki turniej kwalifikacyjny    | 14–23 listopada 2015        | Katar     | 1       | Katar            |
| Mistrzostwa Europy                  | 15–31 stycznia 2016         | Polska    | 1       | Niemcy           |
| Mistrzostwa Afryki                  | 21–30 stycznia 2016         | Egipt     | 1       | Egipt            |
| I Światowy Turniej Kwalifikacyjny   | 8–10 kwietnia 2016          | Polska    | 2       | Polska Tunezja   |
| II Światowy Turniej Kwalifikacyjny  | 8–10 kwietnia 2016          | Szwecja   | 2       | Słowenia Szwecja |
| III Światowy Turniej Kwalifikacyjny | 8–10 kwietnia 2016          | Dania     | 2       | Dania Chorwacja  |
| Razem                               |                             |           | 12      |                  |

## Losowanie grup
Losowanie grup turnieju olimpijskiego zostało zaplanowane na 29 kwietnia 2016 roku, a przed nim Międzynarodowa Federacja Piłki Ręcznej dokonała podziału na koszyki. W jego wyniku powstały dwie sześciozespołowe grupy.

### Koszyki
| Koszyk 1       | Koszyk 2       | Koszyk 3          | Koszyk 4         | Koszyk 5     | Koszyk 6        |
| -------------- | -------------- | ----------------- | ---------------- | ------------ | --------------- |
| Francja Polska | Słowenia Dania | Chorwacja Szwecja | Tunezja Brazylia | Niemcy Katar | Argentyna Egipt |

### Grupy
| Grupa A   |
| --------- |
| Francja   |
| Dania     |
| Chorwacja |
| Tunezja   |
| Katar     |
| Argentyna |

| Grupa B  |
| -------- |
| Polska   |
| Słowenia |
| Szwecja  |
| Brazylia |
| Niemcy   |
| Egipt    |

## Faza grupowa

### Grupa A
| 7 sierpnia 20169:30 | Chorwacja       | 23:30(8:15) | Katar             | Arena do Futuro, Rio de Janeiro Widzów: 4880 Sędzia: Óscar Rayul, Angel Sabroso Ramirez |
| 7 sierpnia 20169:30 | Manuel Štrlek 5 | 23:30(8:15) | 10 Žarko Marković | Arena do Futuro, Rio de Janeiro Widzów: 4880 Sędzia: Óscar Rayul, Angel Sabroso Ramirez |
| 7 sierpnia 20169:30 | 5× · 3×         | 23:30(8:15) | 6× · 1×           | Arena do Futuro, Rio de Janeiro Widzów: 4880 Sędzia: Óscar Rayul, Angel Sabroso Ramirez |

| 7 sierpnia 201614:40 | Dania                                 | 25:19(10:10) | Argentyna       | Arena do Futuro, Rio de Janeiro Widzów: 6620 Sędzia: David Sok, Bojan Lah |
| 7 sierpnia 201614:40 | Mikkel Hansen 6 · Lasse Svan Hansen 6 | 25:19(10:10) | 7 Pablo Simonet | Arena do Futuro, Rio de Janeiro Widzów: 6620 Sędzia: David Sok, Bojan Lah |
| 7 sierpnia 201614:40 | 4× · 3× · 1×                          | 25:19(10:10) | 3× · 3×         | Arena do Futuro, Rio de Janeiro Widzów: 6620 Sędzia: David Sok, Bojan Lah |

| 7 sierpnia 201619:50 | Francja       | 25:23(16:11) | Tunezja     | Arena do Futuro, Rio de Janeiro Widzów: 6058 Sędzia: Lars Geipel, Marcus Helbig |
| 7 sierpnia 201619:50 | Kentin Mahé 6 | 25:23(16:11) | 6 Issam Tej | Arena do Futuro, Rio de Janeiro Widzów: 6058 Sędzia: Lars Geipel, Marcus Helbig |
| 7 sierpnia 201619:50 | 1× · 3×       | 25:23(16:11) | 6× · 4×     | Arena do Futuro, Rio de Janeiro Widzów: 6058 Sędzia: Lars Geipel, Marcus Helbig |

| 9 sierpnia 20169:30 | Katar                                                | 20:35(13:16) | Francja     | Arena do Futuro, Rio de Janeiro Widzów: 4799 Sędzia: Vaclav Horáček, Jiri Novotný |
| 9 sierpnia 20169:30 | Žarko Marković 4 · Marko Bagarić 4 · Rafael Capote 4 | 20:35(13:16) | 7 Luc Abalo | Arena do Futuro, Rio de Janeiro Widzów: 4799 Sędzia: Vaclav Horáček, Jiri Novotný |
| 9 sierpnia 20169:30 | 4× · 2×                                              | 20:35(13:16) | 3× · 3×     | Arena do Futuro, Rio de Janeiro Widzów: 4799 Sędzia: Vaclav Horáček, Jiri Novotný |

| 9 sierpnia 201614:40 | Tunezja         | 23:31(10:17) | Dania                                           | Arena do Futuro, Rio de Janeiro Widzów: 5800 Sędzia: Rogéro Pinto, Nilson Menezes |
| 9 sierpnia 201614:40 | Wa’il Dżalluz 5 | 23:31(10:17) | 8 Casper Ulrich Mortensen · 8 Lasse Svan Hansen | Arena do Futuro, Rio de Janeiro Widzów: 5800 Sędzia: Rogéro Pinto, Nilson Menezes |
| 9 sierpnia 201614:40 | 2× · 1× · 1×    | 23:31(10:17) | 3× · 3×                                         | Arena do Futuro, Rio de Janeiro Widzów: 5800 Sędzia: Rogéro Pinto, Nilson Menezes |

| 9 sierpnia 201621:50 | Argentyna            | 26:27(15:14) | Chorwacja       | Arena do Futuro, Rio de Janeiro Widzów: 8150 Sędzia: Mohamed Rashed, Tamer El-Sayed |
| 9 sierpnia 201621:50 | Federico Fernández 8 | 26:27(15:14) | 7 Manuel Štrlek | Arena do Futuro, Rio de Janeiro Widzów: 8150 Sędzia: Mohamed Rashed, Tamer El-Sayed |
| 9 sierpnia 201621:50 | 4× · 2× · 1×         | 26:27(15:14) | 3× · 4×         | Arena do Futuro, Rio de Janeiro Widzów: 8150 Sędzia: Mohamed Rashed, Tamer El-Sayed |

| 11 sierpnia 20169:30 | Tunezja             | 25:25(12:11) | Katar            | Arena do Futuro, Rio de Janeiro Widzów: 2340 Sędzia: Mads Hansen, Martin Gjeding |
| 11 sierpnia 20169:30 | Oussama Boughanmi 8 | 25:25(12:11) | 12 Rafael Capote | Arena do Futuro, Rio de Janeiro Widzów: 2340 Sędzia: Mads Hansen, Martin Gjeding |
| 11 sierpnia 20169:30 | 6× · 2×             | 25:25(12:11) | 5× · 2×          | Arena do Futuro, Rio de Janeiro Widzów: 2340 Sędzia: Mads Hansen, Martin Gjeding |

| 11 sierpnia 201614:40 | Dania               | 24:27(12:15) | Chorwacja         | Arena do Futuro, Rio de Janeiro Widzów: 7212 Sędzia: Lars Geipel, Marcus Helbig |
| 11 sierpnia 201614:40 | Lasse Svan Hansen 9 | 24:27(12:15) | 8 Domagoj Duvnjak | Arena do Futuro, Rio de Janeiro Widzów: 7212 Sędzia: Lars Geipel, Marcus Helbig |
| 11 sierpnia 201614:40 | 3× · 2×             | 24:27(12:15) | 5× · 4×           | Arena do Futuro, Rio de Janeiro Widzów: 7212 Sędzia: Lars Geipel, Marcus Helbig |

| 11 sierpnia 201621:50 | Francja      | 31:24(17:12) | Argentyna            | Arena do Futuro, Rio de Janeiro Widzów: 9148 Sędzia: Ǵorgi Naczewski, Sławe Nikołow |
| 11 sierpnia 201621:50 | Luc Abalo 7  | 31:24(17:12) | 8 Federico Fernández | Arena do Futuro, Rio de Janeiro Widzów: 9148 Sędzia: Ǵorgi Naczewski, Sławe Nikołow |
| 11 sierpnia 201621:50 | 4× · 3× · 1× | 31:24(17:12) | 5× · 3×              | Arena do Futuro, Rio de Janeiro Widzów: 9148 Sędzia: Ǵorgi Naczewski, Sławe Nikołow |

| 13 sierpnia 201611:30 | Chorwacja       | 29:28(14:12) | Francja           | Arena do Futuro, Rio de Janeiro Widzów: 8922 Sędzia: Jónas Elíasson, Anton Pálsson |
| 13 sierpnia 201611:30 | Marko Kopljar 6 | 29:28(14:12) | 10 Michael Guigou | Arena do Futuro, Rio de Janeiro Widzów: 8922 Sędzia: Jónas Elíasson, Anton Pálsson |
| 13 sierpnia 201611:30 | 5× · 4×         | 29:28(14:12) | 2× · 4×           | Arena do Futuro, Rio de Janeiro Widzów: 8922 Sędzia: Jónas Elíasson, Anton Pálsson |

| 13 sierpnia 201614:40 | Dania               | 26:25(14:14) | Katar            | Arena do Futuro, Rio de Janeiro Widzów: 6496 Sędzia: Mohamed Rashed, Tamer El-Sayed |
| 13 sierpnia 201614:40 | Lasse Svan Hansen 7 | 26:25(14:14) | 7 Žarko Marković | Arena do Futuro, Rio de Janeiro Widzów: 6496 Sędzia: Mohamed Rashed, Tamer El-Sayed |
| 13 sierpnia 201614:40 | 5× · 4×             | 26:25(14:14) | 3× · 3×          | Arena do Futuro, Rio de Janeiro Widzów: 6496 Sędzia: Mohamed Rashed, Tamer El-Sayed |

| 13 sierpnia 201621:50 | Argentyna          | 23:21(12:11) | Tunezja             | Arena do Futuro, Rio de Janeiro Widzów: 5123 Sędzia: Koo Bon-ok, Lee Seok |
| 13 sierpnia 201621:50 | Federico Pizarro 7 | 23:21(12:11) | 8 Oussama Boughanmi | Arena do Futuro, Rio de Janeiro Widzów: 5123 Sędzia: Koo Bon-ok, Lee Seok |
| 13 sierpnia 201621:50 | 5× · 3×            | 23:21(12:11) | 4× · 4× · 1×        | Arena do Futuro, Rio de Janeiro Widzów: 5123 Sędzia: Koo Bon-ok, Lee Seok |

| 15 sierpnia 201614:40 | Francja       | 33:30(17:16) | Dania           | Arena do Futuro, Rio de Janeiro Widzów: 7847 Sędzia: David Sok, Bojan Lah |
| 15 sierpnia 201614:40 | Kentin Mahe 9 | 33:30(17:16) | 8 Mikkel Hansen | Arena do Futuro, Rio de Janeiro Widzów: 7847 Sędzia: David Sok, Bojan Lah |
| 15 sierpnia 201614:40 | 3× · 2×       | 33:30(17:16) | 5× · 3×         | Arena do Futuro, Rio de Janeiro Widzów: 7847 Sędzia: David Sok, Bojan Lah |

| 15 sierpnia 201619:50 | Chorwacja      | 41:26(25:10) | Tunezja             | Arena do Futuro, Rio de Janeiro Widzów: 7228 Sędzia: Yalatima Coulibaly, Mamadou Diabaté |
| 15 sierpnia 201619:50 | Igor Karačić 9 | 41:26(25:10) | 7 Oussama Boughanmi | Arena do Futuro, Rio de Janeiro Widzów: 7228 Sędzia: Yalatima Coulibaly, Mamadou Diabaté |
| 15 sierpnia 201619:50 | 4× · 2×        | 41:26(25:10) | 1× · 1×             | Arena do Futuro, Rio de Janeiro Widzów: 7228 Sędzia: Yalatima Coulibaly, Mamadou Diabaté |

| 15 sierpnia 201621:50 | Katar                               | 22:18(12:9) | Argentyna       | Arena do Futuro, Rio de Janeiro Widzów: 8862 Sędzia: Óscar Raluy, Angel Sabroso Ramirez |
| 15 sierpnia 201621:50 | Rafael Capote 4 · Eldar Memišević 4 | 22:18(12:9) | 5 Pablo Simonet | Arena do Futuro, Rio de Janeiro Widzów: 8862 Sędzia: Óscar Raluy, Angel Sabroso Ramirez |
| 15 sierpnia 201621:50 | 4× · 3×                             | 22:18(12:9) | 4× · 4×         | Arena do Futuro, Rio de Janeiro Widzów: 8862 Sędzia: Óscar Raluy, Angel Sabroso Ramirez |

### Grupa B
| 7 sierpnia 201611:30 | Szwecja           | 29:32(15:18) | Niemcy        | Arena do Futuro, Rio de Janeiro Widzów: 7819 Sędzia: Mads Hansen, Martin Gjeding |
| 7 sierpnia 201611:30 | Jerry Tollbring 8 | 29:32(15:18) | 7 Julius Kühn | Arena do Futuro, Rio de Janeiro Widzów: 7819 Sędzia: Mads Hansen, Martin Gjeding |
| 7 sierpnia 201611:30 | 9× · 4× · 1×      | 29:32(15:18) | 9× · 3×       | Arena do Futuro, Rio de Janeiro Widzów: 7819 Sędzia: Mads Hansen, Martin Gjeding |

| 7 sierpnia 201616:40 | Polska          | 32:34(13:16) | Brazylia                   | Arena do Futuro, Rio de Janeiro Widzów: 8778 Sędzia: Gjorgji Naczewski, Slave Nikołow |
| 7 sierpnia 201616:40 | Michał Daszek 8 | 32:34(13:16) | 7 José Guilherme de Toledo | Arena do Futuro, Rio de Janeiro Widzów: 8778 Sędzia: Gjorgji Naczewski, Slave Nikołow |
| 7 sierpnia 201616:40 | 5× · 4×         | 32:34(13:16) | 6× · 3×                    | Arena do Futuro, Rio de Janeiro Widzów: 8778 Sędzia: Gjorgji Naczewski, Slave Nikołow |

| 7 sierpnia 201621:50 | Słowenia    | 27:26(15:15) | Egipt            | Arena do Futuro, Rio de Janeiro Widzów: 6497 Sędzia: Jónas Elíasson, Anton Pálsson |
| 7 sierpnia 201621:50 | Blaž Janc 8 | 27:26(15:15) | 7 Ahmed El-Ahmar | Arena do Futuro, Rio de Janeiro Widzów: 6497 Sędzia: Jónas Elíasson, Anton Pálsson |
| 7 sierpnia 201621:50 | 9× · 3×     | 27:26(15:15) | 5× · 4× · 1×     | Arena do Futuro, Rio de Janeiro Widzów: 6497 Sędzia: Jónas Elíasson, Anton Pálsson |

| 9 sierpnia 201611:30 | Niemcy                                            | 32:29(16:14) | Polska            | Arena do Futuro, Rio de Janeiro Sędzia: Óscar Rayul, Angel Sabroso Ramirez |
| 9 sierpnia 201611:30 | Fabian Wiede 5 · Julius Kühn 5 · Uwe Gensheimer 5 | 32:29(16:14) | 10 Karol Bielecki | Arena do Futuro, Rio de Janeiro Sędzia: Óscar Rayul, Angel Sabroso Ramirez |
| 9 sierpnia 201611:30 | 6× · 4× · 1×                                      | 32:29(16:14) | 5× · 3×           | Arena do Futuro, Rio de Janeiro Sędzia: Óscar Rayul, Angel Sabroso Ramirez |

| 9 sierpnia 201616:40 | Brazylia        | 28:31(13:16) | Słowenia    | Arena do Futuro, Rio de Janeiro Widzów: 8131 Sędzia: Mads Hansen, Martin Gjeding |
| 9 sierpnia 201616:40 | Fábio Chiuffa 8 | 28:31(13:16) | 6 Blaž Janc | Arena do Futuro, Rio de Janeiro Widzów: 8131 Sędzia: Mads Hansen, Martin Gjeding |
| 9 sierpnia 201616:40 | 6× · 2×         | 28:31(13:16) | 13× · 2×    | Arena do Futuro, Rio de Janeiro Widzów: 8131 Sędzia: Mads Hansen, Martin Gjeding |

| 9 sierpnia 201619:50 | Egipt           | 26:25(12:13) | Szwecja            | Arena do Futuro, Rio de Janeiro Widzów: 4926 Sędzia: Alireza Mousaviyan, Majid Kolahdouzan |
| 9 sierpnia 201619:50 | Mohamed Sanad 7 | 26:25(12:13) | 5 Fredrik Petersen | Arena do Futuro, Rio de Janeiro Widzów: 4926 Sędzia: Alireza Mousaviyan, Majid Kolahdouzan |
| 9 sierpnia 201619:50 | 7× · 4×         | 26:25(12:13) | 8× · 3×            | Arena do Futuro, Rio de Janeiro Widzów: 4926 Sędzia: Alireza Mousaviyan, Majid Kolahdouzan |

| 11 sierpnia 201611:30 | Polska          | 33:25(16:10) | Egipt         | Arena do Futuro, Rio de Janeiro Widzów: 4994 Sędzia: Duatre Santos, Ricardo Fonseca |
| 11 sierpnia 201611:30 | Michał Daszek 6 | 33:25(16:10) | 6 Eslam Eissa | Arena do Futuro, Rio de Janeiro Widzów: 4994 Sędzia: Duatre Santos, Ricardo Fonseca |
| 11 sierpnia 201611:30 | 7× · 4×         | 33:25(16:10) | 6× · 3×       | Arena do Futuro, Rio de Janeiro Widzów: 4994 Sędzia: Duatre Santos, Ricardo Fonseca |

| 11 sierpnia 201616:40 | Brazylia        | 33:30(17:16) | Niemcy                            | Arena do Futuro, Rio de Janeiro Widzów: 9087 Sędzia: Václav Horáček, Jiří Novotný |
| 11 sierpnia 201616:40 | Fábio Chiuffa 8 | 33:30(17:16) | 6 Kai Häfner · 6 Tobias Reichmann | Arena do Futuro, Rio de Janeiro Widzów: 9087 Sędzia: Václav Horáček, Jiří Novotný |
| 11 sierpnia 201616:40 | 4× · 2× · 1×    | 33:30(17:16) | 5× · 4× · 1×                      | Arena do Futuro, Rio de Janeiro Widzów: 9087 Sędzia: Václav Horáček, Jiří Novotný |

| 11 sierpnia 201619:50 | Słowenia                     | 29:24(14:13) | Szwecja           | Arena do Futuro, Rio de Janeiro Widzów: 7470 Sędzia: Óscar Rayul, Angel Sabroso Ramirez |
| 11 sierpnia 201619:50 | Blaž Janc 5 · Simon Razgor 5 | 29:24(14:13) | 6 Jerry Tollbring | Arena do Futuro, Rio de Janeiro Widzów: 7470 Sędzia: Óscar Rayul, Angel Sabroso Ramirez |
| 11 sierpnia 201619:50 | 7× · 4×                      | 29:24(14:13) | 6× · 4×           | Arena do Futuro, Rio de Janeiro Widzów: 7470 Sędzia: Óscar Rayul, Angel Sabroso Ramirez |

| 13 sierpnia 201609:30 | Słowenia       | 25:28(12:11) | Niemcy           | Arena do Futuro, Rio de Janeiro Widzów: 6957 Sędzia: Slave Nikołow, Gjorgij Naczewski |
| 13 sierpnia 201609:30 | Jure Dolenec 6 | 25:28(12:11) | 6 Uwe Gensheimer | Arena do Futuro, Rio de Janeiro Widzów: 6957 Sędzia: Slave Nikołow, Gjorgij Naczewski |
| 13 sierpnia 201609:30 | 6× · 4×        | 25:28(12:11) | 8× · 4×          | Arena do Futuro, Rio de Janeiro Widzów: 6957 Sędzia: Slave Nikołow, Gjorgij Naczewski |

| 13 sierpnia 201616:40 | Egipt           | 27:27(15:13) | Brazylia                                                                     | Arena do Futuro, Rio de Janeiro Widzów: 9313 Sędzia: David Sok, Bojan Lah |
| 13 sierpnia 201616:40 | Ahmed Elahmar 9 | 27:27(15:13) | 4 Henrique Teixeira · 4 Alexandro Pozzer · 4 Andre soares · 4 Haniel Langaro | Arena do Futuro, Rio de Janeiro Widzów: 9313 Sędzia: David Sok, Bojan Lah |
| 13 sierpnia 201616:40 | 7× · 3×         | 27:27(15:13) | 2× · 4×                                                                      | Arena do Futuro, Rio de Janeiro Widzów: 9313 Sędzia: David Sok, Bojan Lah |

| 13 sierpnia 201619:50 | Szwecja          | 24:25(13:12) | Polska           | Arena do Futuro, Rio de Janeiro Widzów: 8176 Sędzia: Lars Geipel, Marcus Helbig |
| 13 sierpnia 201619:50 | Philip Stenmal 8 | 24:25(13:12) | 8 Karol Bielecki | Arena do Futuro, Rio de Janeiro Widzów: 8176 Sędzia: Lars Geipel, Marcus Helbig |
| 13 sierpnia 201619:50 | 8× · 4×          | 24:25(13:12) | 3× · 2×          | Arena do Futuro, Rio de Janeiro Widzów: 8176 Sędzia: Lars Geipel, Marcus Helbig |

| 15 sierpnia 201609:30 | Polska           | 20:25(13:13) | Słowenia       | Arena do Futuro, Rio de Janeiro Widzów: 6929 Sędzia: Václav Horáček, Jiří Novotný |
| 15 sierpnia 201609:30 | Karol Bielecki 4 | 20:25(13:13) | 7 Miha Zarabec | Arena do Futuro, Rio de Janeiro Widzów: 6929 Sędzia: Václav Horáček, Jiří Novotný |
| 15 sierpnia 201609:30 | 5× · 2× · 1×     | 20:25(13:13) | 8× · 2× · 1×   | Arena do Futuro, Rio de Janeiro Widzów: 6929 Sędzia: Václav Horáček, Jiří Novotný |

| 15 sierpnia 201611:30 | Niemcy           | 31:25(13:10) | Egipt            | Arena do Futuro, Rio de Janeiro Widzów: 8286 Sędzia: Mads Hansen, Martin Gjeding |
| 15 sierpnia 201611:30 | Uwe Gensheimer 7 | 31:25(13:10) | 7 Mohammad Sanad | Arena do Futuro, Rio de Janeiro Widzów: 8286 Sędzia: Mads Hansen, Martin Gjeding |
| 15 sierpnia 201611:30 | 9× · 2×          | 31:25(13:10) | 3× · 1×          | Arena do Futuro, Rio de Janeiro Widzów: 8286 Sędzia: Mads Hansen, Martin Gjeding |

| 15 sierpnia 201616:40 | Szwecja           | 30:19(16:10) | Brazylia                   | Arena do Futuro, Rio de Janeiro Widzów: 9406 Sędzia: Duatre Santos, Ricardo Fonseca |
| 15 sierpnia 201616:40 | Philip Stenmaln 6 | 30:19(16:10) | 4 Jose Guilherme de Toledo | Arena do Futuro, Rio de Janeiro Widzów: 9406 Sędzia: Duatre Santos, Ricardo Fonseca |
| 15 sierpnia 201616:40 | 4× · 4×           | 30:19(16:10) | 3× · 2×                    | Arena do Futuro, Rio de Janeiro Widzów: 9406 Sędzia: Duatre Santos, Ricardo Fonseca |

## Faza pucharowa
|  |              |              |              |         |    |           |           |           |                   |                   |                   |       |       |
|  | Ćwierćfinały | Ćwierćfinały | Ćwierćfinały |         |    | Półfinały | Półfinały | Półfinały |                   |                   | Finał             | Finał | Finał |
|  | Ćwierćfinały | Ćwierćfinały | Ćwierćfinały |         |    | Półfinały | Półfinały | Półfinały |                   |                   | Finał             | Finał | Finał |
|  |              |              |              |         |    |           |           |           |                   |                   |                   |       |       |
|  |              |              |              |         |    |           |           |           |                   |                   |                   |       |       |
|  | Chorwacja    | Chorwacja    | 27           |         |    |           |           |           |                   |                   |                   |       |       |
|  | Chorwacja    | Chorwacja    | 27           |         |    |           |           |           |                   |                   |                   |       |       |
|  | Polska       | Polska       | 30           |         |    |           |           |           |                   |                   |                   |       |       |
|  | Polska       | Polska       | 30           |         |    | Polska    | Polska    | 28        |                   |                   |                   |       |       |
|  |              |              |              |         |    | Polska    | Polska    | 28        |                   |                   |                   |       |       |
|  |              |              | Dania        | Dania   | 29 |           |           |           |                   |                   |                   |       |       |
|  | Dania        | Dania        | Dania        | Dania   | 29 | 37        |           |           |                   |                   |                   |       |       |
|  | Dania        | Dania        |              |         |    |           |           |           |                   |                   |                   |       |       |
|  | Słowenia     | Słowenia     | 30           |         |    |           |           |           |                   |                   |                   |       |       |
|  | Słowenia     | Słowenia     | 30           |         |    | Dania     | Dania     | 28        |                   |                   |                   |       |       |
|  |              |              |              |         |    |           | Dania     | 28        |                   |                   |                   |       |       |
|  |              |              | Francja      | Francja | 26 |           |           |           |                   |                   |                   |       |       |
|  | Brazylia     | Brazylia     | Francja      | Francja | 26 | 27        |           |           |                   |                   |                   |       |       |
|  | Brazylia     | Brazylia     |              |         |    |           |           |           |                   |                   |                   |       |       |
|  | Francja      | Francja      | 34           |         |    |           |           |           |                   |                   |                   |       |       |
|  | Francja      | Francja      | 34           |         |    | Francja   | Francja   | 29        | Mecz o 3. miejsce | Mecz o 3. miejsce | Mecz o 3. miejsce |       |       |
|  |              |              |              |         |    | Francja   | Francja   | 29        | Mecz o 3. miejsce | Mecz o 3. miejsce | Mecz o 3. miejsce |       |       |
|  |              |              | Niemcy       | Niemcy  | 28 |           |           |           |                   |                   |                   |       |       |
|  | Niemcy       | Niemcy       | Niemcy       | Niemcy  | 28 | 34        |           |           |                   |                   |                   |       |       |
|  | Niemcy       | Niemcy       |              |         |    |           |           | Polska    | Polska            | 25                |                   |       |       |
|  | Katar        | Katar        | 22           |         |    |           |           |           | Polska            | 25                |                   |       |       |
|  | Katar        | Katar        | 22           |         |    |           |           | Niemcy    | Niemcy            | 31                |                   |       |       |
|  |              |              |              |         |    |           |           |           | Niemcy            | 31                |                   |       |       |

### Ćwierćfinały
| 17 sierpnia 201610:00 | Brazylia             | 27:34(16:16) | Francja         | Arena do Futuro, Rio de Janeiro Sędzia: Václav Horáček, Jiří Novotný |
| 17 sierpnia 201610:00 | Thiagus Dos Santos 7 | 27:34(16:16) | 8 Michël Guigou | Arena do Futuro, Rio de Janeiro Sędzia: Václav Horáček, Jiří Novotný |
| 17 sierpnia 201610:00 | 4× · 3×              | 27:34(16:16) | 3× · 2×         | Arena do Futuro, Rio de Janeiro Sędzia: Václav Horáček, Jiří Novotný |

| 17 sierpnia 201613:30 | Niemcy                              | 34:22(16:12) | Katar           | Arena do Futuro, Rio de Janeiro Widzów: 7518 Sędzia: David Sok, Bojan Lah |
| 17 sierpnia 201613:30 | Tobias Reichmann 5 · Fabian Wiede 5 | 34:22(16:12) | 9 Rafael Capote | Arena do Futuro, Rio de Janeiro Widzów: 7518 Sędzia: David Sok, Bojan Lah |
| 17 sierpnia 201613:30 | 5× · 3×                             | 34:22(16:12) | 2× · 3×         | Arena do Futuro, Rio de Janeiro Widzów: 7518 Sędzia: David Sok, Bojan Lah |

| 17 sierpnia 201617:00 | Dania           | 37:30(16:13) | Słowenia                     | Arena do Futuro, Rio de Janeiro Widzów: 7435 Sędzia: Óscar Rayul, Angel Sabroso Ramirez |
| 17 sierpnia 201617:00 | Mikkel Hansen 8 | 37:30(16:13) | 6 Blaž Janc · 6 Marko Bezjak | Arena do Futuro, Rio de Janeiro Widzów: 7435 Sędzia: Óscar Rayul, Angel Sabroso Ramirez |
| 17 sierpnia 201617:00 | 5× · 3×         | 37:30(16:13) | 8× · 4×                      | Arena do Futuro, Rio de Janeiro Widzów: 7435 Sędzia: Óscar Rayul, Angel Sabroso Ramirez |

| 17 sierpnia 201620:30 | Chorwacja                       | 27:30(14:18) | Polska            | Arena do Futuro, Rio de Janeiro Widzów: 8265 Sędzia: Lars Geipel, Marcus Helbig |
| 17 sierpnia 201620:30 | Luka Stepančić 7 · Ivan Čupić 7 | 27:30(14:18) | 12 Karol Bielecki | Arena do Futuro, Rio de Janeiro Widzów: 8265 Sędzia: Lars Geipel, Marcus Helbig |
| 17 sierpnia 201620:30 | 2× · 4× · 1×                    | 27:30(14:18) | 2× · 2×           | Arena do Futuro, Rio de Janeiro Widzów: 8265 Sędzia: Lars Geipel, Marcus Helbig |

### Półfinały
| 19 sierpnia 201615:30 | Francja           | 29:28(16:13) | Niemcy            | Arena do Futuro, Rio de Janeiro Widzów: 8795 Sędzia: Mads Hansen, Martin Gjeding |
| 19 sierpnia 201615:30 | Daniel Narcisse 7 | 29:28(16:13) | 11 Uwe Gensheimer | Arena do Futuro, Rio de Janeiro Widzów: 8795 Sędzia: Mads Hansen, Martin Gjeding |
| 19 sierpnia 201615:30 | 4× · 3×           | 29:28(16:13) | 5× · 3×           | Arena do Futuro, Rio de Janeiro Widzów: 8795 Sędzia: Mads Hansen, Martin Gjeding |

| 19 sierpnia 201620:30 | Polska           | 28:29 (pd.)(15:16, 25:25) | Dania            | Arena do Futuro, Rio de Janeiro Widzów: 8689 Sędzia: Václav Horáček, Jiří Novotný |
| 19 sierpnia 201620:30 | Karol Bielecki 7 | 28:29 (pd.)(15:16, 25:25) | 10 Mikkel Hansen | Arena do Futuro, Rio de Janeiro Widzów: 8689 Sędzia: Václav Horáček, Jiří Novotný |
| 19 sierpnia 201620:30 | 3× · 4×          | 28:29 (pd.)(15:16, 25:25) | 2× · 3×          | Arena do Futuro, Rio de Janeiro Widzów: 8689 Sędzia: Václav Horáček, Jiří Novotný |

### Mecz o 3. miejsce
| 21 sierpnia 201610:30 | Polska                                        | 25:31(13:17) | Niemcy             | Arena do Futuro, Rio de Janeiro Widzów: 7589 Sędzia: Václav Horáček, Jiří Novotný |
| 21 sierpnia 201610:30 | Przemysław Krajewski 5 · Krzysztof Lijewski 5 | 25:31(13:17) | 7 Tobias Reichmann | Arena do Futuro, Rio de Janeiro Widzów: 7589 Sędzia: Václav Horáček, Jiří Novotný |
| 21 sierpnia 201610:30 | 5× · 3×                                       | 25:31(13:17) | 5× · 1×            | Arena do Futuro, Rio de Janeiro Widzów: 7589 Sędzia: Václav Horáček, Jiří Novotný |

### Finał
| 21 sierpnia 201614:00 | Dania           | 28:26(16:14) | Francja          | Arena do Futuro, Rio de Janeiro Widzów: 9978 Sędzia: Óscar Rayul, Angel Sabroso Ramirez |
| 21 sierpnia 201614:00 | Mikkel Hansen 8 | 28:26(16:14) | 6 Michaël Guigou | Arena do Futuro, Rio de Janeiro Widzów: 9978 Sędzia: Óscar Rayul, Angel Sabroso Ramirez |
| 21 sierpnia 201614:00 | 4× · 2×         | 28:26(16:14) | 2× · 3×          | Arena do Futuro, Rio de Janeiro Widzów: 9978 Sędzia: Óscar Rayul, Angel Sabroso Ramirez |

## Klasyfikacja końcowa
| Miejsce | Reprezentacja |
| ------- | ------------- |
| złoto   | Dania         |
| srebro  | Francja       |
| brąz    | Niemcy        |
| 4.      | Polska        |
| 5.      | Chorwacja     |
| 6.      | Słowenia      |
| 7.      | Brazylia      |
| 8.      | Katar         |
| 9.      | Egipt         |
| 10.     | Argentyna     |
| 11.     | Szwecja       |
| 12.     | Tunezja       |

## Nagrody indywidualne
Nagrody indywidualne otrzymali:
| MVP           | Najlepszy bramkarz     | Najlepszy lewoskrzydłowy | Najlepszy lewy rozgrywający | Najlepszy środkowy rozgrywający | Najlepszy prawy rozgrywający | Najlepszy prawoskrzydłowy | Najlepszy obrotowy |
| ------------- | ---------------------- | ------------------------ | --------------------------- | ------------------------------- | ---------------------------- | ------------------------- | ------------------ |
| Mikkel Hansen | Niklas Landin Jacobsen | Uwe Gensheimer           | Mikkel Hansen               | Nikola Karabatić                | Valentin Porte               | Lasse Svan Hansen         | Cédric Sorhaindo   |